# Portici
Portici – miejscowość i gmina we Włoszech, w regionie Kampania, w prowincji Neapol.
Według danych na rok 2004 gminę zamieszkiwało 58 905 osób, 14 726,2 os./km².
W miejscowości znajduje się stacja kolejowa Portici-Ercolano.

## Urodzeni w Portici
Paolo Montarsolo (1925–2006), śpiewak, basso buffo